# 小行星18349
小行星18349（18349 Dafydd）是一颗绕太阳运转的小行星，为主小行星带小行星。该小行星于1990年7月发现。

## 轨道参数
小行星18349的轨道半长轴为432 163 852 km，2.8887958 UA，离心率为0.233。